# Basic Instinct (musikalbum)
Basic Instinct är den amerikanska sångerskan Ciaras fjärde studioalbum. Det släpptes den 10 december 2010 av LaFace Records.

## Låtlista
1. "Basic Instinct (U Got Me)"
2. "Ride" (med Ludacris)
3. "Gimmie Dat"
4. "Heavy Rotation"
5. "Girls Get Your Money"
6. "Yeah I Know"
7. "Speechless"
8. "You Can Get It"
9. "Turn It Up" (med Usher)
10. "Wants for Dinner"
11. "I Run It"